# ヘンリー・セルビー・ヘル＝ショー

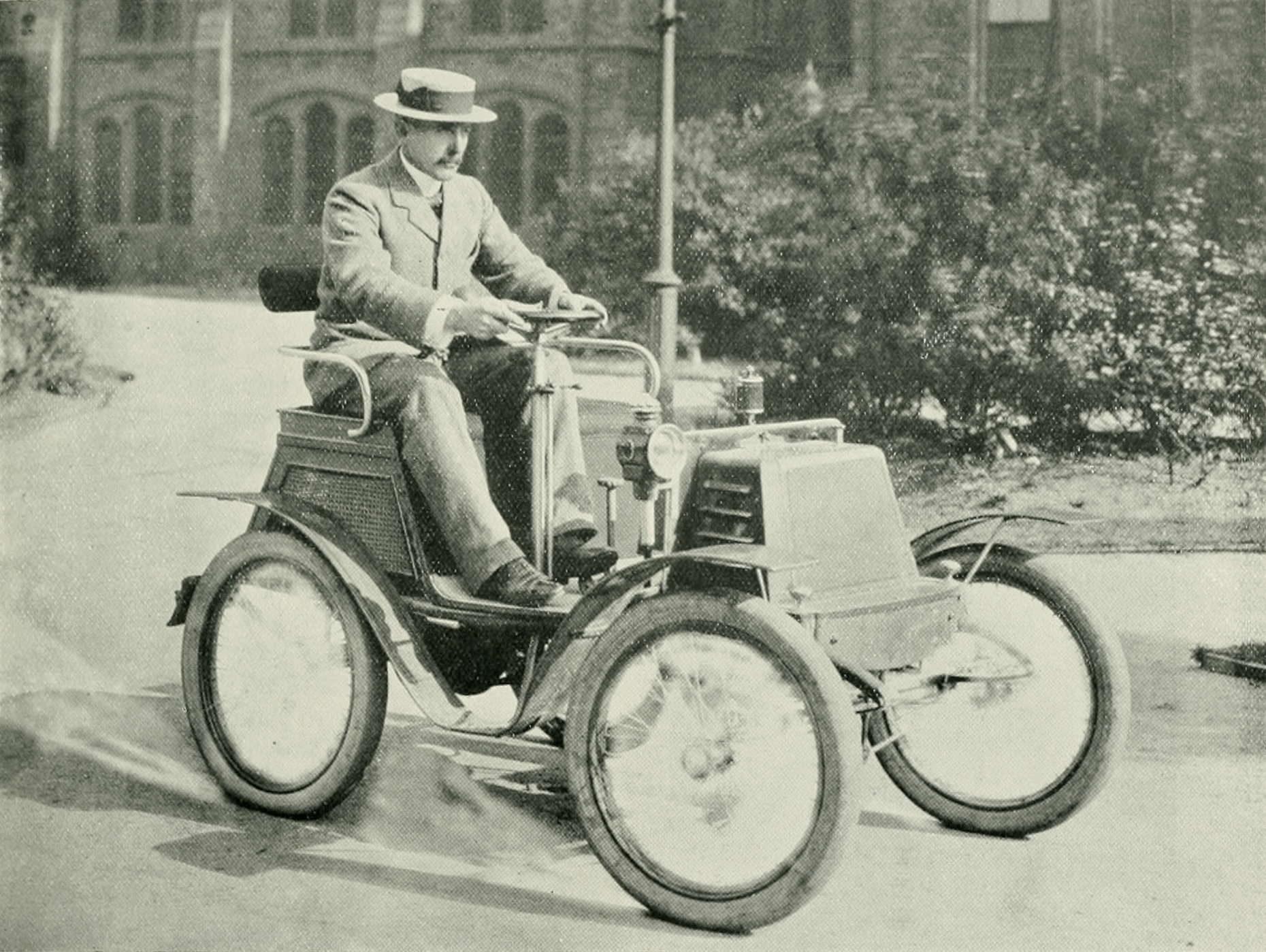
Henry Selby Hele-Shaw

ヘンリー・セルビー・ヘル＝ショー、もしくはヘルショウ（Henry Selby Hele-Shaw FRS、1854年7月29日 - 1941年1月30日）はイギリスの機械技術者、自動車技術者である。可変ピッチプロペラの発明者である。流体工学の分野では、流体の流れを観察するためのヘルショー・セルやヘルショー流れなどが、ヘル＝ショーに因んで名づけられている。

## 略歴
エセックスのBillericayで弁護士のヘンリー・ショー（Henry Shawと）聖職者の娘のマリオン・ヘール（Marion Selby Hele）との間に生まれた。機械工場で働きながらブリストル大学で学び、27歳でリヴァプール大学の最初の機械工学の教授となった。
1899年に王立協会フェローに選ばれた。1923年に技術者の団体、ホイットワース協会（Whitworth Society:名称はイギリスの技術者、ジョセフ・ホイットワースに因む。）の創立者となった。1922年に機械技術者協会 (IMechE)の会長となった。
ヘルショー流れ（Hele-Shaw flow）は平行板の狭い隙間内の流れ場で、それを観測するためにヘルショー・セルもしくはヘルショウ・セル（Hele-Shaw cell）が用いられる。
1924年に自動的にプロペラの迎え角が変わる可変ピッチ・プロペラを発明し特許を得るが、発明当時は飛行機の性能からそれほどの需要はなかったが、航空の分野では20年ほどたった時期には不可欠な技術となった。